# Worship (groupe)
Worship est un groupe de doom metal allemand originaire de Munich, en Bavière créé en 1998 par le français Maximilien Varnier, alias Fucked-Up Mad Max, et l’allemand Daniel Vaross, alias The Doomonger.

## Biographie
Maximilen Varnier et Daniel Vaross se sont rencontrés et sont devenus amis lorsque Max, l'éditeur du fanzine Ocean Morphique, a interviewé plusieurs fois Daniel. Puisque tous deux partageaient un intérêt commun pour le doom metal, ils formèrent un groupe ensemble. Ils adoptèrent les pseudonymes Fucked-Up Mad Max et The Doomonger. Daniel est responsable de la musique et Max devient le batteur sur des enregistrements ultérieurs.
Le 23 juin 2001, lors d’un séjour au Canada, le maniaco-dépressif Max se suicide en sautant d’un pont, ce qui cause la dissolution de Worship. En 2004 cependant, Daniel décide de reformer le groupe après de nombreux efforts pour convaincre le guitariste Satachrist de rejoindre le groupe en 2004, ainsi que Kuolema de jouer de la basse au studio. Ensemble, l'album déjà commencé avec Max était terminé.
Pour la première fois, le groupe (avec des musiciens live supplémentaires) donne en 2005 trois concerts en Belgique et aux Pays-Bas, à l’occasion de son dixième anniversaire en 2008, il  effectue ensuite une tournée jubilaire, avec des concerts en Russie et au Japon. En 2014, le groupe effectue une nouvelle tournée au Japon, notamment accompagné de Corrupted.
Le groupe a toujours été explicitement comme un groupe underground, peu intéressé par le succès commercial. Daniel est également actif en tant que chanteur du groupe Beyond the Void de 2000-2009.

## Membres

### Membres actuels
- Daniel "The Doomonger" Vaross – guitare lead, voix (1998–2001, depuis 2004)
- Martin "Satachrist" Tapparo – guitare rhythmique (depuis 2004)
- Claus "Sepulchralis" Legarth – batterie (depuis 2007)
- Dominik "Doomnike" Morgenroth – basse (depuis 2008)

### Anciens membres
- Maximilien "Fucked-Up Mad Max" Varnier – batterie, voix (1998–2001; son décès)
- Maro "Kuolema" Dahmen – basse, batterie (2004–2007)

### Musiciens live
- Torsten Trautwein – basse (2005)
- Jens Partheymüller – batterie (2005)
- Stiff Old – guitare (2005)
- Moa – piano, claviers (2005)

## Discographie

### Albums studio
- 2007 : Dooom (Edzeit Elegies)
- 2012 : Terranean Wake (Weird Truth Productions)

### Démos
- 1999 : Last Tape Before Doomsday (Impaler of Trendies Productions)

### Splits
- 2000 : Kicked and Whipped / Keep on Selling Cocaine to Angels (avec Agathocles, Impaler of Trendies Productions)
- 2002 : Worship / Stabat Mater (avec Stabat Mater, Painiac Records)
- 2002 : The Epitome of Gods And Men Alike / Let There Be Doom… (avec Mournful Congregation, Painiac Records)
- 2005 : Worship / Loss (avec Loss, Painiac Records)
- 2007 : Worship / Wither (avec Wither, Painiac Records)
- 2008 : Elemental Doom Trilogy I - Wood (avec Persistence in Mourning, Endzeit Elegies)